# Problema de amígdalas
«Tonsil Trouble» (en España e Hispanoamérica «Problema de amígdalas») es el primer episodio de la duodécima temporada de South Park. Se estrenó por primera vez en Hispanoamérica el 13 de abril de 2009 en MTV Latinoamérica. El episodio hace alusión a los enormes y satisfactorios tratamientos contra el SIDA, pero todos económicamente son inalcanzables para la mayoría de personas en el mundo que la padecen.

## Trama

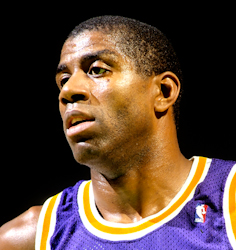
Magic Johnson es parodiado buscando con Cartman y Kyle una cura para el SIDA

Mientras le quitan las amígdalas a Cartman, es accidentalmente infectado con el virus del VIH de sangre contaminada. Cartman intenta ganar algo de apoyo de los que los rodean, pero no es exitoso, pues la advertencia y los cuidados sobre el sida han sido reemplazados por los del Cáncer.
Molesto porque Kyle se ríe de él encontrándolo irónicamente gracioso después de que Cartman se comportara como un idiota haciendo muchas bromas sobre sida en el pasado, Cartman trama una venganza haciéndole pasar algo de su sangre y poniéndola en la boca de Kyle mientras duerme. Cuando Kyle es diagnosticado con VIH, él sabe que la culpa es de Cartman, lo afronta en el recreo y lo golpea hasta que el Sr. Mackey lo para. De castigo, las autoridades escolares piden a Cartman que se disculpe con Kyle por haberle contagiado de sida, cosa que impactó a Kyle, pues además, lo tachaban de chismoso.
Enojado por la injusticia, Kyle ignora la disculpa de Cartman y va a la casa del mismo a "romper todo lo que te pertenece", incluyendo su Xbox 360; Cartman aterrado le suplica que no lo haga, contándole que ha hecho estudios que puede haber una cura para el Sida, pues Magic Johnson no ha sufrido nada desde que se infectó con VIH. Kyle y Cartman vuelan a la casa de Johnson después de haber pedido boletos de avión gratis, pretendiendo que tienen cáncer "por todas partes", pues el sida es una enfermedad muy "retro". Durante su viaje, Kyle se enoja pues Cartman hace algunos chistes sobre el tema, como "No sólo positivo, es VIH positivo" actuando como un hipócrita después de hacer ver a la gente que el sida era la peor enfermedad. Kyle le grita a Cartman que ni el sida ni morir son chistes. Johnson es simpático con los chicos, ofreciéndoles asistencia, pero no está seguro de qué le protege del sida, después de la investigación, Kyle y Cartman miran que Johnson duerme con sus grandes pilas de dinero en efectivo (pues no cree en los bancos), que eventualmente se prueba que tiene la habilidad de neutralizar el VIH. Los científicos del laboratorio experimentan con una dosis concentrada como de US$ 180.000 directamente en el torrente sanguíneo en los chicos, que obliga al VIH a desintegrarse, la noticia se expandió sobre la cura del sida y se hizo un evento en el que Jimmy Buffett canta "La cura en el paraíso". Luego, después de darse cuenta de que sigue enojado con Cartman, Kyle le cuenta que igual, le va a romper su Xbox.